# Сиденхамова хореја
Сиденхамова хореја (СХ) је аутоимуна болест болести нервног система поветзана са стрептококном инфекцијом која се јавња у детињству.  Тренутно се сматра аутоимуном болешћу узрокованом производњом унакрсних антитела која реагују са антигенима неурона каудатног језгра и субталамичног језгра. Карактеристична је за реуматску грозницу и главни је критеријум (према Џонсу) за дијагносзу ове болести. 
Хореја се дефинише као насумични, континуирани (у будном стању), невољни покрети који могу утицати на цело тело. Ово често укључује лице и језик. Симптоми у рукама и ногама су често гори на једној страни тела. Додатни симптоми Сиденхамове кореје могу укључивати нејасан говор и потешкоће у одржавању чврстог стиска за руку. Могу се јавити и анксиозност, туга, непажња и опсесивно компулзивне мисли и понашања.

## Историја
Болест је први пут описао у медицинској литератури енглески лекар Томас Сиденхам у 17. веку, по коме је она и названа Сиденхамова хореја.

## Епидемиологија
Сиденхамова хореја се првенствено јавља код деце. Чешће погађа девојчице него дечаке и обично се јавља између 5 и 15 године старости. 
Као и код реуматске грознице, Сиденхамова хореја се чешће виђа у мање богатим заједницама, било у свету у развоју или у абориџинским заједницама на глобалном северу. Високе стопе импетиго су маркер за широко распрострањену трансмисију стрептокока.

## Етиологија
Сиденхамска хореја (СХ) је неуролошки поремећај који се јавља у детињству. Узрокује га иста бактерија која изазива реуматску грозницу. Реуматска грозница је болест која се може развити након инфекције бактеријом стрептокока групе А, као што је упала грла или шарлах, и може изазвати тешке болести у срцу, зглобовима, кожи и мозгу.
Сиденхамова хореја је редак неуролошки поремећај који карактерише изненадна хореја, обично у детињству. Сиденхам хореа најчешће погађа децу старију од 5 година и адолесценте. Сиденхам хореа се обично развија у року од неколико недеља до месеци након бета-хемолитичке стрептококне инфекције групе А и може се јавити као изоловани налаз или као главна компликација акутне реуматске грознице. Сматра се аутоимуним поремећајем, што значи да се јавља када имуни систем тела (који нормално реагује на стране супстанце) грешком циља део сопственог тела, нарушавајући његову нормалну функцију.

## Клиничка слика
Почетак болести је прикривен и спор, или се симптоми   могу јавити одједном, и могу укључивати:
- хореични покрети, који се јављају релативно касније од других симптома.
- емоционални поремећаји,
- опсесије,
- присила на физичку активност и хиперактивност.

- слабост мишића
- посртање или падови
- неспособност за јасним говором

Нека деца ће имати упалу грла неколико недеља пре него што почну симптоми. Симптом СХ се такође могу јавити и до шест месеци након што дете има температуру или након што стрептококна инфекција грла нестане.
Болест се повлачи спонтано у року од неколико месеци, али се после извесног времена може поновити.

## Дијагноза
Дијагноза се поставља на основу анамнезе о типичном акутном почетку у недељама након упале грла или друге мање инфекције,  доказа о упали (повећан ЦРП и/или ЕСР) и доказа о недавној стрептококној инфекцији.
Да би се потврдила недавна инфекција стрептококом спровод се следећа испитивања:
- Култура секрета из грла

- Титар анти-ДНКазе Б (максимално на 8-12 недеља након инфекције)

- Титар анти-стрептолизина О (максимално за 3-5 недеља)

Ниједан од ових тестова није 100% поуздан, посебно када је инфекција била неколико месеци раније.
Даља испитивања су усмерена више ка алтернативним дијагнозама и другим манифестацијама реуматске грознице, које обухватају:
- ехокардиографију

- електроенцефалографија (ЕЕГ)

- лумбалну пункцију

- скенирање мозга магнетном резонанцом или компјутеризованом томографијом (ЦТ) (код неких пацијената указују на промене у каудатном језгру и повећање путамине).[6][7]

## Диференцијална дијагноза
Остали поремећаји који могу бити праћени хорејом укључују:
- бенигна наследна хореју,
- билатерална стријатална некроза,
- абеталипопротеинемија,
- атаксија–телангиектазија,
- болест базалних ганглија која реагује на биотин-тиамин
- Фахрова болест,
- глутарне ацидурије,
- митохондријални  поремећај,
- Хантингтонова болест,
- Вилсонова болест,
- хипертиреозе,
- еритематозни лупус,
- трудноћа (хореа гравидарум),
- интоксикације лековима (нпр. нежељених ефеката одређених антиконвулзаната).

Иако се нека од наведених стања могу на сличан начин испољити на акутни начин, обично ће постојати и други неуролошки знаци (као што су атаксија или когнитивно оштећење), или друге манифестације болести, или позитивна породична анамнеза, што може помоћи у диференцијалнојдијагнози.

## Терапија
Лечење подразумева узрочну терапију – реуматске грознице, јер не постоји специфичан третман за СХ. Пацијенти који имају благе симптоме могу се осећати боље уз одмор у кревету. Другим особама ће можда бити потребни лекови.  
Као помоћна терапија (симптоматска терапија) користе се седативи и лекови за јачање.

## Превенција
Обратити посебну пажњу на притужбе деце, као што су бол у грлу и рано започети лечење како би се спречила акутна реуматска грозница. Ако постоји породична историја реуматске грознице, треба бити опрезни, јер постоји већа вероватноћа да ће се код деце из те породице развити ова инфекција.

## Прогноза
Прогноза болести је обично добра. Већина деце ће се потпуно излечити од СХ. Врло мало њих ће имати симптоме који трају дуго времена. Симптоми обично трају три до шест недеља, али понекад могу трајати месецима. 
Нека деца са СХ могу имати још једну епизоду симптома након прве болести. То се обично дешава годину и по до две и по године касније. 